# Primer ministro de Madagascar
El primer ministro de Madagascar es el jefe de gobierno de la República de Madagascar.

## Características

### Nombramiento
El presidente nombra al primer ministro, quien es un miembro del parlamento nominado por sus pares. Si el candidato a primer ministro no logra una mayoría absoluta de apoyo dentro del parlamento, el presidente puede elegir un candidato del parlamento que prestará servicio durante un año.

### Poderes y funciones
El primer ministro y el gabinete se encargan de la gestión ordinaria de gobierno y la administración, implementando la política general del Estado. Además, es responsable ante la Asamblea Nacional. La Constitución de Madagascar agrega que el presidente puede delegar algunos de sus poderes al primer ministro.
Entre sus atribuciones establecidas en la constitución, el primer ministro conduce la política general del Estado; es responsable de la coordinación de las actividades de los departamentos ministeriales; tiene iniciativa de ley; asegura la ejecución de las leyes; posee facultad reglamentaria; garantiza el buen funcionamiento de los servicios públicos y la buena administración de las finanzas públicas; garantiza la seguridad, la paz y la estabilidad (para este fin tiene a su disposición todas las fuerzas de seguridad y de defensa); y en el caso de graves problemas políticos y antes de la proclamación de la situación de excepción, puede recurrir a las fuerzas del orden para restablecer la paz social. También es el jefe de la administración. Puede delegar algunos de sus poderes a los miembros del Gobierno y, excepcionalmente, puede presidir el Consejo de Ministros.

## Primeros ministros desde 1972
| N.º                                                          | Nombre                          | Imagen | Período                  | Período                  | Partido | Partido       | Presidente                              |
| N.º                                                          | Nombre                          | Imagen | Inicio                   | Final                    | Partido | Partido       | Presidente                              |
| ------------------------------------------------------------ | ------------------------------- | ------ | ------------------------ | ------------------------ | ------- | ------------- | --------------------------------------- |
| República Malgache                                           |                                 |        |                          |                          |         |               |                                         |
| Sin primer ministro (26 de junio de 1960-18 de mayo de 1972) |                                 |        |                          |                          |         |               |                                         |
| 1                                                            | Gabriel Ramanantsoa             |        | 18 de mayo de 1972       | 5 de febrero de 1975     |         | Militar       | Él mismo                                |
| Cargo abolido (5 de febrero de 1975-30 de diciembre de 1975) |                                 |        |                          |                          |         |               |                                         |
| República Democrática de Madagascar                          |                                 |        |                          |                          |         |               |                                         |
| Cargo abolido (30 de diciembre de 1975-11 de enero de 1976)  |                                 |        |                          |                          |         |               |                                         |
| 2                                                            | Joel Rakotomalala               |        | 11 de enero de 1976      | 30 de julio de 1976      |         | AREMA         | Ratsiraka                               |
| 3                                                            | Justin Rakotoniaina             |        | 12 de agosto de 1976     | 1 de agosto de 1977      |         | AREMA         | Ratsiraka                               |
| 4                                                            | Désiré Rakotoarijaona           |        | 1 de agosto de 1977      | 12 de febrero de 1988    |         | Militar       | Ratsiraka                               |
| 5                                                            | Victor Ramahatra                |        | 12 de febrero de 1988    | 8 de agosto de 1991      |         | Militar       | Ratsiraka                               |
| 6                                                            | Guy Razanamasy                  |        | 8 de agosto de 1991      | 12 de septiembre de 1991 |         | AREMA         | Ratsiraka                               |
| Tercera República de Madagascar                              |                                 |        |                          |                          |         |               |                                         |
| (6)                                                          | Guy Razanamasy                  |        | 12 de septiembre de 1991 | 9 de agosto de 1993      |         | AREMA         | Ratsiraka Zafy                          |
| 7                                                            | Francisque Ravony               |        | 9 de agosto de 1993      | 30 de octubre de 1995    |         | CSDDM         | Zafy                                    |
| 8                                                            | Emmanuel Rakotovahiny           |        | 30 de octubre de 1995    | 28 de mayo de 1996       |         | UNDD          | Zafy                                    |
| 9                                                            | Norbert Ratsirahonana           |        | 28 de mayo de 1996       | 21 de febrero de 1997    |         | AVI           | Zafy Él mismo Ratsiraka                 |
| 10                                                           | Pascal Rakotomavo               |        | 21 de febrero de 1997    | 23 de julio de 1998      |         | AREMA         | Ratsiraka                               |
| 11                                                           | Tantely Andrianarivo            |        | 23 de julio de 1998      | 31 de mayo de 2002       |         | AREMA         | Ratsiraka                               |
| 12                                                           | Jacques Sylla                   |        | 27 de mayo de 2002       | 20 de enero de 2007      |         | Independiente | Ravalomanana                            |
| –                                                            | Jean-Jacques Rasolondraibe      |        | 31 de mayo de 2002       | 5 de julio de 2002       |         | AREMA         | Ratsiraka                               |
| 13                                                           | Charles Rabemananjara           |        | 20 de enero de 2007      | 17 de marzo de 2009      |         | TIM           | Ravalomanana                            |
| Alta Autoridad Transitoria                                   |                                 |        |                          |                          |         |               |                                         |
| 14                                                           | Monja Roindefo                  |        | 17 de marzo de 2009      | 10 de octubre de 2009    |         | Monima        | Rajoelina                               |
| 15                                                           | Eugène Mangalaza                |        | 10 de octubre de 2009    | 18 de diciembre de 2009  |         | Independiente | Rajoleina                               |
| –                                                            | Cécile Manorohanta              |        | 18 de diciembre de 2009  | 20 de diciembre de 2009  |         | TGV           | Rajoelina                               |
| 16                                                           | Albert Camille Vital            |        | 20 de diciembre de 2009  | 2 de noviembre de 2011   |         | Militar       | Rajoelina                               |
| 17                                                           | Omer Beriziky                   |        | 2 de noviembre de 2011   | 16 de abril de 2014      |         | LEADER-Fanilo | Rajoelina Rajaonarimampianina           |
| Cuarta República de Madagascar                               |                                 |        |                          |                          |         |               |                                         |
| 18                                                           | Roger Kolo                      |        | 16 de abril de 2014      | 17 de enero de 2015      |         | Independiente | Rajaonarimampianina                     |
| 19                                                           | Jean Ravelonarivo               |        | 17 de enero de 2015      | 10 de abril de 2016      |         | Independiente | Rajaonarimampianina                     |
| 20                                                           | Olivier Mahafaly Solonandrasana |        | 13 de abril de 2016      | 6 de junio de 2018       |         | Independiente | Rajaonarimampianina                     |
| 21                                                           | Christian Ntsay                 |        | 6 de junio de 2018       | en el cargo              |         | Independiente | Rajaonarimampianina Rakotovao Rajoelina |

Nota
- Primer ministro interino